# Kent Asp

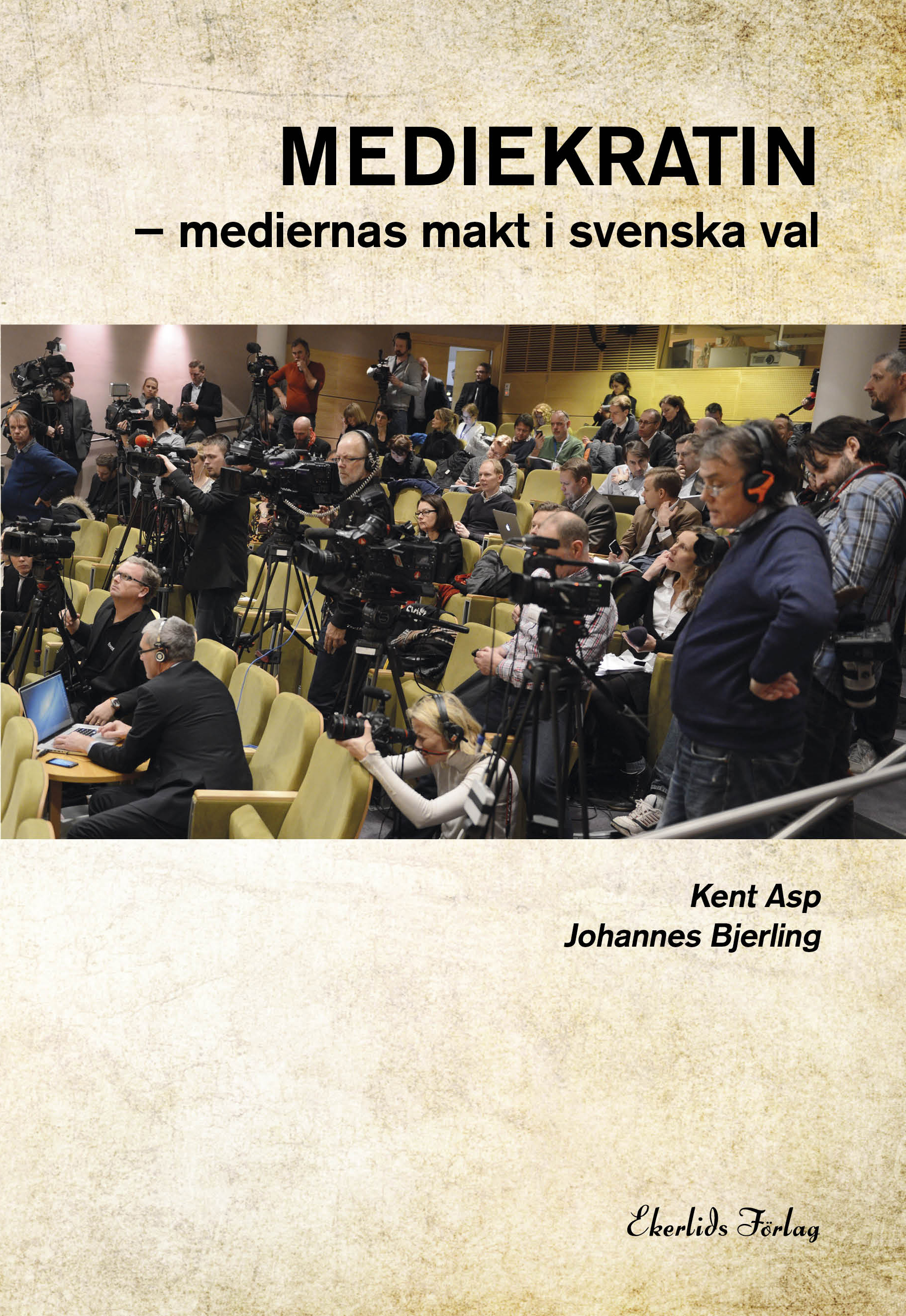
Omslag till boken Mediekratin - mediernas makt i svenska val av Kent Asp och Johannes Bjerling.

Kent Christer Asp, född 13 juni 1949 i Jönköping, är en svensk docent i statskunskap, sedan 1992 professor i journalistik vid Göteborgs universitet samt medieforskare och författare.
Asp har under 30 år forskat på hur svenska massmedier bevakar valrörelser. Han disputerade år 1986 med avhandlingen Mäktiga massmedier. Avhandlingen har sedan dess betraktats som närmast ett standardverk för politisk opinionsbildning och mediernas makt i samhället.[källa behövs]
Asp har gett ut en rad böcker och bland annat rapporterat om vänstervridning av nyhetsrapportering och menar att Miljöpartiet har en gräddfil i nyhetshanteringen, det vill säga att de inte granskas eller bedöms lika hårt som andra partier.